# Martial Lahaye
Martial-Alain Lahaye (Ieper, 21 april 1945 – aldaar, 22 november 2020) was een Belgisch volksvertegenwoordiger en senator voor de VLD.

## Levensloop
Martial Lahaye groeide op in een liberale familie en kreeg politiek met de paplepel ingegeven. Zijn grootvader Nestor Lahaye was burgemeester van Poperinge en zijn vader Hilaire Lahaye was bijna veertig jaar liberaal Kamerlid en senator. Beroepshalve werd hij verzekeringsdeskundige en zaakvoerder van een verzekeringskantoor. 
Hij trad in de politieke voetsporen van zijn vader en was vanaf 1965 politiek actief voor de PVV en daarna de VLD. Voor de PVV zetelde hij van 1977 tot 1994 in de gemeenteraad van Ieper. Daarnaast was Martial Lahaye van 1985 tot 1991 voorzitter van de PVV-afdeling van het arrondissement Ieper, van 1990 tot 1994 van het provinciaal PVV/VLD-verbond in West-Vlaanderen en vanaf 1994 ondervoorzitter van de VLD-federatie van het arrondissement Oostende-Ieper-Veurne.
Van december 1991 tot mei 1995 maakte Lahaye als provinciaal senator voor West-Vlaanderen deel uit van de Senaat, waar hij lid was van de commissies Buitenlandse Handel, Landbouw en Middenstand en Volksgezondheid en Leefmilieu. Van mei 1995 tot mei 2003 was hij vervolgens lid van de Kamer van volksvertegenwoordigers voor het arrondissement Veurne-Diksmuide-Oostende-Ieper. In de Kamer was Lahaye lid van de commissie Landsverdediging. Ook spande hij zich op federaal niveau in voor dossiers die belangrijk waren voor zijn stad en streek. Zo bekommerde hij zich om de dossiers van de legerkazerne en de gevangenis van Ieper en zette hij zich in voor de verlenging van de A19-snelweg van Ieper naar de kust. Bij de verkiezingen van mei 2003 raakte Lahaye als lijstduwer in de kieskring West-Vlaanderen niet meer herkozen in de Kamer.

## Onderscheiding
- Ridder in de Leopoldsorde.